# アイメン・バルコク
アイメン・バルコク（Aymen Barkok 、1998年5月21日 - ）は、ドイツ・フランクフルト・アム・マイン出身のプロサッカー選手。モロッコ代表。シャルケ04所属。ポジションはMF。

## 経歴

### クラブ
地元クラブであるアイントラハト・フランクフルトのアカデミー出身。2016年10月にクラブと2020年までのプロ契約を結んだ。
2016年11月20日のヴェルダー・ブレーメン戦で、ミヤト・ガチノヴィッチとの交代で75分から途中出場しプロデビュー。さらに決勝ゴールとなる初ゴールも決め2-1の勝利に貢献した。
2018年5月18日、フォルトゥナ・デュッセルドルフに1シーズンレンタル移籍することが発表された。
2022年1月31日、シーズン終了後に1.FSVマインツ05に移籍することが発表され、2025年までの契約を結ぶ。
2024年1月18日、ヘルタ・ベルリンにシーズン終了までレンタル移籍。
2025年2月3日、シャルケ04に移籍した。

### 代表歴
各年代でドイツ代表に選出されている。なおモロッコにルーツを持つため、モロッコ代表としてプレーする権利も有している。